# Оливковый свистун
Оливковый свистун (лат. Pachycephala olivacea) — вид воробьиных птиц из семейства свистуновых (Pachycephalidae). Выделяют пять подвидов. Эндемик Австралии.

## Описание
Оливковый свистун достигает длины 17,5—20 см и массы от 35 до 41 г. У взрослых самцов номинативного подвида голова и шея тёмно-серые, лоб, надбровные дуги, нижние кроющие перья ушей и скуловая область иногда слегка испещрены белыми пятнами. Верхняя часть тела тёмно-оливково-коричневая, надхвостье и верхние кроющие перья хвоста немного светлее. Верхняя часть крыльев тёмно-коричневого цвета с оливково-коричневой каймой на перьях, самая широкая кайма на третьестепенных маховых перьях. Хвост тёмно-оливково-коричневый, окантовка перьев немного светлее. Подбородок и горло белые, с мелкими тёмно-серыми крапинками. Верхняя часть груди тёмно-серая, переходящая в тёмно-желтовато-коричневую на нижней части груди и передних частях боков, а затем в более бледную желтовато-коричневую на брюхе, задних частях боков и нижних кроющих перьях хвоста; нижняя часть брюха и подхвостье от бледно-охристого до грязновато-белого цвета. Радужная оболочка тёмно-красновато-коричневая; клюв чёрный; ноги тёмно-серые. По окраске оперения самка почти неотличима от самца, лишь немного более коричневая.
Молодые особи в основном рыжевато-коричневые; у неполовозрелых особей голова и грудь похожи на взрослых, но намного коричневее, с рыжевато-коричневыми кроющими перьями крыла и более бледным клювом. Подвид P. o. macphersoniana крупнее номинанта, с немного более светлой верхней частью тела. Подвид P. o. bathychroa мельче номинанта, у самцов верхняя часть тела более оливковая, нижняя часть тела темнее, у самок верхняя часть груди более коричневая. У подвида P. o. apatetes более выражен половой диморфизм, самцы похожи на самцов предыдущего подвида, а у самок верхняя часть головы, задняя часть шеи и кроющие перья ушей тёмно-серовато-коричневые, уздечки коричневые, верхняя часть груди светло-коричневая. Подвид P. o. hesperus мельче номинанта, окраска оперения похожа, но верхняя часть тела немного бледнее.

## Вокализация
Пение оливкового свистуна считается одним из самых музыкальных в семействе свистуновых. Громкая песня, слышимая на расстоянии до 135 м, варьируется географически, с характерными типами песен в разных районах. На севере ареала (подвид P. o. macphersoniana) песня представлена тремя нотами с двумя промежуточными слогами, «we-et-chaw-et-tee», а также протяжным «peee pooo», последняя нота ниже. На юго-востоке ареала (номинативный подвид) описаны девять различных групп песен, общая форма песен транслитерируется как «tu-ww-e-chou», «you’re cranky» или «wee-o pretty» с резким окончанием. На юге Виктории (подвид P. o. bathychroa) индивидуальный репертуар насчитывает в среднем пять типов песен, причем три были общими для всех птиц. Контактная позывка представлена длинным свистком; другие позывки записываются как «too-wheet», «wheet wheet ha-wheet ha-wheet ha-wheet» и «peerah peerah peerah».

## Распространение и места обитания
Оливковый свистун является эндемиком Австралии. Распространён от хребта Мак-Ферсон на юго-востоке Квинсленда на юг через Новый Южный Уэльс до Виктории и юго-востока Австралии; на островах в Бассовом проливе (острова  Флиндерс и Кинг) и Тасмании. В северной части ареала встречается в тропических лесах на высоте более 1000 м над уровнем моря; обычно в прохладных лесах с нотофагусом (Nothofagus) или цератопеталумом (Ceratopetalum), но иногда в тёплых тропических лесах и влажных эвкалиптовых лесах. На юге встречается в тропических лесах, влажных эвкалиптовых лесах, густой растительности оврагов, зарослях чайного дерева (Melaleuca) и тонкосемянника (Leptospermum), прибрежных вересковых пустошах, горных кустарниках и густо заросших участках в сосновых лесах (Pinus); на высоте от уровня моря до высоты около 1800 м над уровнем моря.

## Питание
Оливковый свистун питается в низкой, густой растительности и на земле; иногда поднимается на средние ярусы. Собирает добычу в листве и с коры. В состав рациона входят членистоногие, в основном насекомые; иногда семена, листья, мелкие плоды.

## Размножение
Оливковый свистун — моногамная, территориальная птица. Сезон размножения оливкового свистуна продолжается с сентября по начало января, явных географических различий не зафиксировано; за сезон обычно бывает один выводок, но в случае потери кладки зафиксировано до четырех повторных. Гнездо сооружается обеими родительскими птицами, представляет собой глубокую чашу из веток, полосок коры, листьев, кусочков пальмовых листьев и корешков, выстланную травой, корешками, иногда листьями. Внешний диаметр гнезда составляет 10,2—12,7 см, высота 22,9—25,4 см, внутренний диаметр 7,6—8,3 см, глубина лотка 4,4—5,1 см; размещается на высоте 0,9—2 м (в среднем 1,4 м) над землей в развилке или переплетении виноградных лоз в густой растительности. В кладке 2—3 яйца овальной формы, от охристо-белого до кремово-бурого цвета, с коричневыми пятнами и фиолетово-серыми вкраплениями, часто образующими венок на тупом конце. Насиживают кладку и ухаживают за птенцами и самец, и самка. Информация о продолжительности инкубации и сроках оперения птенцов отсутствует. Максимальная зарегистрированная продолжительность жизни — 5 лет 8 месяцев.

## Подвиды
Выделяют пять подвидов:
- Pachycephala olivacea macphersoniana White, 1920 — восток Австралии
- Pachycephala olivacea olivacea Vigors & Horsfield, 1827 — юго-восток Австралии
- Pachycephala olivacea bathychroa Schodde & Mason, 1999 — юго-восток Австралии
- Pachycephala olivacea apatetes Schodde & Mason, 1999 — Тасмания и острова в Бассовом проливе
- Pachycephala olivacea hesperus Schodde & Mason, 1999 — Южная Австралия